# Nguyễn Thị Hạnh
Nguyễn Thị Hạnh (chữ Hán: 阮氏幸; ? – 20 tháng 4 năm 1881), phong hiệu Thất giai Quý nhân (七階貴人), là một thứ phi của vua Minh Mạng nhà Nguyễn trong lịch sử Việt Nam.

## Tiểu sử
Sách Nguyễn Phúc tộc thế phả không cho biết nhiều thông tin về bà Quý nhân Nguyễn Thị Hạnh. Theo gia phả của phòng Trấn Định Quận công Miên Miêu và Đại Nam liệt truyện, nguyên quán của bà Hạnh là ở làng Gia Lâm, Quảng Điền, tỉnh Thừa Thiên.
Bà Hạnh là con của nhà tử tế, song không rõ thân sinh là ai. Cũng theo gia phả của phòng Trấn Định, họ của bà là họ ghép Nguyễn Hữu, và bà lại mang phong hiệu là Bát giai Mỹ nhân. Khi lớn lên bà được nhập cung vào hầu vua Minh Mạng và là người vợ thứ 18 của ông.
Ngày 20 tháng 4 năm 1881, tức ngày 22 tháng 3 (âm lịch) năm Tân Tỵ, dưới triều vua Tự Đức, Quý nhân Nguyễn Hữu thị qua đời, không rõ thọ bao nhiêu tuổi, được ban thụy là Đoan Tịnh (端靜).
Tẩm mộ của bà Quý nhân Nguyễn Hữu thị hiện tọa lạc tại thôn Châu Chữ, xã Thủy Bằng, thị xã Hương Thủy, tỉnh Thừa Thiên Huế.

## Hậu duệ
Quý nhân Nguyễn Hữu Thị Hạnh sinh cho vua Minh Mạng được 2 hoàng tử và 1 hoàng nữ:
- Triêm Đức Công chúa Nguyễn Phúc Trang Nhàn (22 tháng 11 năm 1825 – 17 tháng 4 năm 1892), hoàng nữ thứ 23.
- Trấn Định Quận công Nguyễn Phúc Miên Miêu (2 tháng 1 năm 1832 – 25 tháng 5 năm 1865), hoàng tử thứ 56.
- Nam Sách Quận công Nguyễn Phúc Miên Ôn (15 tháng 3 năm 1833 – 1 tháng 2 năm 1895), hoàng tử thứ 61.